# Ungulatella
Ungulatella es un género de foraminífero bentónico de la familia Ungulatellidae, de la superfamilia Discorboidea, del suborden Rotaliina y del orden Rotaliida. Su especie tipo es Ungulatella pacifica. Su rango cronoestratigráfico abarca el Holoceno.

## Clasificación
Ungulatella incluye a las siguientes especies:
- Ungulatella annulata
- Ungulatella capistra
- Ungulatella conoides
- Ungulatella gracilis
- Ungulatella pacifica
- Ungulatella peregrina